# Auguste Martin
Pour les articles homonymes, voir Auguste Martin (industriel) et Martin.
Auguste Martin, né le 31 octobre 1908 à Lausanne et mort dans la même ville le 4 mai 1979, est un écrivain, poète et bellettrien vaudois.

## Biographie
Originaire de Sainte-Croix, Auguste Martin effectue des études de droit et devient Bellettrien en 1928. Commerçant à Lausanne dès 1935, il est l'auteur de trois volumes de vers : Journées (1934), Les Nuits claires (1941) et Plages du vent (1950). 
Il décède à Lausanne le 4 mai 1979. Un hommage lui est rendu dans La Revue de Belles-Lettres de 1979, No 3-4, p. 10-11.

## Sources
- « Auguste Martin », sur la base de données des personnalités vaudoises sur la plateforme « Patrinum » de la Bibliothèque cantonale et universitaire de Lausanne.
- Écrivaines et écrivains d'aujourd'hui, 1988, p. 280. Livre d'Or des Belles-Lettres de Lausanne, 1981
- sites et références mentionnés
- BCU Lausanne - Recherche par première lettre - Fichier général des grands fonds